# Gaz wysypiskowy
Gaz wysypiskowy – rodzaj biogazu, powstający w wyniku fermentacji związków organicznych na składowiskach odpadów.

## Powstawanie biogazu na wysypiskach
Po raz pierwszy wydzielanie się metanu na wysypiskach odpadów stwierdzono w 1934 roku w Wielkiej Brytanii. Pierwsze instalacje odprowadzające gaz do atmosfery zaczęły powstawać w różnych krajach w końcu lat sześćdziesiątych, od roku 1980 odzyskiwano go i utylizowano.
Odpady składowane na wysypisku są mieszaniną materiałów organicznych i nieorganicznych o różnej wilgotności. Jeżeli zostaną stworzone odpowiednie warunki składowania tj. ugniatanie i przykrywanie warstwy odpadów ziemią lub innym materiałem, to okres w którym podlegają one działaniu tlenu jest bardzo krótki, co stwarza warunki dla zachodzenia procesów rozkładu beztlenowego. Rozkład ten jest następstwem szeregu spontanicznie zachodzących procesów fizycznych, chemicznych i biologicznych. Największy udział w procesach rozkładu ma rozkład biologiczny. Procesy biologiczne wywierają bezpośredni wpływ na potrzebie procesów chemicznych i fizycznych poprzez zmianę takich czynników jak pH i potencjał redoks.
Jedną z charakterystycznych cech odpadów wysypiskowych jest ich heterogeniczność. Średnio około 75% odpadów miejskich stanowią biodegradowalne materiały organiczne. Substancje zawarte w odpadach znacznie różnią się między sobą szybkością rozkładu. Szybkiej degradacji ulegają odpady żywnościowe. Odpady ogrodowe należą do grupy o średnim okresie półtrwania – 5 lat. Papier, tektura, drewno, odpady włókiennicze ulegają powolnemu rozkładowi (okres półtrwania -15 lat). Natomiast tworzywa sztuczne i guma nie ulegają degradacji.
Martwa materia organiczna ulega procesom gnicia. Pod wpływem mikroorganizmów następuje degradacja aerobowa, trwająca tak długo, jak w środowisku jest obecny tlen. Produktem końcowym rozkładu jest mieszanina gazów składająca się głównie z dwutlenku węgla i metanu w różnych proporcjach. Po zakończeniu procesu fermentacyjnego, pozostała masa organiczna przekształca się bardzo wolno. Układ osiąga stan stabilizacji; jest to początek procesu karbonizacji.
Objawem stabilizacji wysypiska jest zakończenie wydzielania gazów. Powstawanie metanu rozpoczyna się w środowisku beztlenowym. Zespół mikroorganizmów powodujących ten proces charakteryzuje się dynamiczną koegzystencją różnych gatunków powiązanych łańcuchem żywieniowym:
- pierwsza grupa bakterii fermentacyjnych jest odpowiedzialna za hydrolizę złożonych surowców spożywczych przez egzoenzymy. W wyniku tych procesów powstają proste cukry, aminokwasy i kwasy tłuszczowe. Monomery te są następnie przetwarzane przez te same lub inne bakterie na różne związki pośrednie, np. octany i wodór lub propioniany, maślany, walerianiany, mleczany i etanol.
- druga grupa bakterii produkuje octany i wodór z poprzednio powstałych produktów pośrednich, z substancji organicznych zawierających azot produkują jony amonowe, a z zawierających siarkę – jony wodorosiarczkowe.
- trzecia grupa mikroorganizmów – bakterie metanogenne produkują metan wykorzystując octany.

Stwierdzono, że metan może powstawać nie tylko z wodoru i dwutlenku węgla, lecz także z mrówczanów, metanolu i metyloamin.
Duże jest zagrożenie zapachowe, największe zaś w ciągu pierwszego roku po złożeniu odpadów. Długo utrzymujące się zapachy są powodowane obecnością węglowodorów. Substancje powodujące występowanie przykrych zapachów mogą być obecne w odpadach jako składniki (np. większość chlorowęglowodorów) lub powstawać w wyniku rozkładu (np. organiczne związki siarki).
W ciągu całego okresu eksploatacji wysypiska konieczne jest przewidywanie emisji odpadów. Wydzielanie się zapachów z wysypiska do otoczenia może być określone poprzez poziom stężenia siarkowodoru przy powierzchni gruntu. Wskutek złożonych oddziaływań pomiędzy różnymi rodzajami zapachów, określenie intensywności zapachu najlepiej jest dokonywać poprzez grupę badanych osób. Z tym sposobem badania wiąże się problem indywidualnych różnic w reagowaniu na zapachy i zmęczenia zapachowego. Wadą metody jest również jej duża pracochłonność. Obecnie stosuje się technikę olfaktometrii, której zasada polega na rozcieńczeniu próbki powietrza, aż do osiągnięcia poziomu progowego dla danego zapachu.
Ze względu na miejsce powstawania zapachów, wysypisko można podzielić na warstwę powierzchniową, gdzie odpady są wysypywane, warstwę wewnętrzną lepiej lub gorzej przykrytą, oraz spadki i miejsca gromadzenia ścieków. Szybkość wydzielanie się zapachów z tych miejsc jest różna i w mniejszym lub większym stopniu związana z ich charakterystyką: ilością wysypywanych odpadów, częstotliwością operacji, czy powstawaniem pęknięć.
Jako skuteczną metodę likwidacji zapachów wysypiskowych często zaleca się spalanie gazu, gdyż związki śladowe są trudne do usunięcia innych może wynosić jedynie 35 – 75% wartości teoretycznej.

## Wpływ czynników środowiskowych
Do czynników środowiskowych wpływających na proces biologicznej metanogenezy należą:
- temperatura
- pH
- anaerobioza
- wilgotność
- zawartość azotu
- obecność lub nieobecność związków promujących lub inhibitujących
- szczepienia mikrobiologiczne.

Powstawanie metanu zachodzi najefektywniej w dwóch przedziałach temperatur:
- mezofilowym 30-37 °C,
- termofitowym 50-65 °C.

Przy zmniejszeniu temperatury do 20 °C powstawanie metanu i wzrost organizmów metanogennych zachodzi coraz wolniej. Przy temperaturze 20 °C metan jeszcze powstaje, ale wzrost mikroorganizmów nie trwa długo.
Obecność bakterii metanogennych jest podstawowym warunkiem powstawania metanu. Podczas badań mikroflory w glebie na wysypiskach odpadów domowych, stwierdzono, że mikroorganizmy te nie przemieszczają się nawet na odległość kilku centymetrów.

## Zagrożenia powodowane przez gaz wysypiskowy
Gaz wysypiskowy może powodować liczne zagrożenia należące do 5 kategorii:
1. Zagrożenia dla roślin – degradacja strefy ukorzeniania.
2. Zagrożenia dla budowli – osiadanie, wybuchy, pożary.
3. Zagrożenia dla ludzi – nieprzyjemny zapach, niedotlenienie, działanie toksyczne, wybuchy lub pożary.
4. Zanieczyszczenie wód, degradacja wód gruntowych.
5. Zagrożenia dla atmosfery, zanieczyszczenie powietrza.

Każde z tych zagrożeń może obejmować teren samego wysypiska i jego otoczenia.

## Zagrożenia dlawegetacjiroślin
W ciągu lat poczyniono wiele obserwacji obumierania lub stałego wzrostu drzew
i innych roślin na rekultywowanych terenach wysypisk (parki, tereny rekreacji, pola uprawne). Podobne objawy wystąpiły na obszarach przyległych.
Przyczyną tego zjawiska jest obecność gazu wysypiskowego w strefie wzrostu korzeni. Składniki gazu wypierając powietrze, wytwarzają warunki beztlenowe, powodujące w konsekwencji uduszenia lub zatrucie. Działają również szkodliwie pośrednio poprzez powodowanie zmian składu mineralnego gleby.

## Zagrożenia dla budynków
Osiadanie wysypisk i powstawanie gazu lub oba te zjawiska naraz wywierają niekorzystny wpływ na różne budowle wzniesione na terenie wysypisk lub w jego pobliżu. Niezmiernie ważne jest uświadomienie sobie faktu, że gaz wysypiskowy stanowi poważne potencjalne zagrożenie. Stąd wypływa konieczność oszacowania potencjalnych ilości metanu przed podjęciem decyzji budowlanych oraz późniejsze monitorowanie jego poziomu pozwalające na uniknięcie bardzo poważnych problemów.
Zachowanie się gazu wysypiskowego zależy szczególnie od proporcji dwutlenku węgla do metanu. Stosunek ten steruje gęstością gazu i jego palnością oraz wpływa na szybkość emisji i rozpraszania wielkości określających zdolność do gromadzenia się tej palnej mieszaniny. Budynki można odpowiednio zabezpieczyć, lecz podnosi to znacznie koszt. Niezbędne jest w tym przypadku instalowanie sprawnych systemów wentylacyjnych zdolnych do pracy przez wiele lat. Z tego powodu prawdopodobnie bardziej opłaca się wznosić duże budynki, takie jak fabryki czy bloki mieszkalne, posiadające skuteczne zabezpieczenia, niż budować domki jednorodzinne. Alternatywnym rozwiązaniem jest usuwanie gazu z terenu wysypiska poprzez efektywny system odwiertów.

## Osiadanie
Znaczące osiadanie terenu wysypiska występuje wskutek:
- rozkładu składowanej materii organicznej,
- niewystarczającego ugniecenia odpadów,
- ciężaru własnego odpadów,
- nadmiernego nacisku budowli na powierzchnię wysypiska.

Rozmiary osiadania zależą od rodzaju odpadów, stosunku ilości użytego przykrycia do ich objętości oraz gęstości powstałej w wyniku ugniecenia. Im materiału przykrywającego jest więcej i im większa jest gęstość odpadów tym ma miejsce mniejsze osiadanie.
Jeżeli np. gęstość wynosi 0,6 t/m³, to stopień osiadania sięga 35%. Natomiast przy gęstości odpadów powyżej 1 t/m³ osiadanie z przyczyn fizycznych jest praktycznie nieprawdopodobne.
Główną przyczyną osiadania jest rozkład odpadów połączony z wydzielaniem gazu wysypiskowego.
Osiadanie występuje na wszystkich zamkniętych wysypiskach po upływie pewnego czasu, zależnego od występowania czynników wpływających na biodegradację odpadów np. wielkości opadów atmosferycznych. W przypadku głębokich wysypisk problemy z osiadaniem mogą być przezwyciężone poprzez zastosowanie fundamentów na ruszcie oraz rur z podatnymi połączeniami. Nowoczesne metody cienkowarstwowego rozmieszczania odpadów i łączone z zastosowaniem ciężkich ugniatarek doprowadzają składowane odpady do gęstości ponad 1 t/m³, co minimalizuje osiadanie.
Osiadanie stwarza również problem niekontrolowanego wydobywania się gazu wysypiskowego na zewnątrz oraz dostawania się wody poprzez pęknięcia i szczeliny. Najczęściej stosowanym sposobem naprawy tych szkód jest zasypanie ubytków ziemią lub żwirem i zabrukowanie. Metoda ta zabezpiecza również przed podpowierzchniowymi pożarami wysypiska.

## Pożary
Gdy metan uchodzi bezpośrednio do otwartej atmosfery istnieje niewielkie ryzyko jego wybuchu, lecz należy brać pod uwagę możliwość zapłonu. Od wielu lat obsługa wysypisk akceptuje niewielkie pożary powstałe w wyniku samozapalenia się metanu
i traktuje to jako jedną z mniejszych uciążliwości związanych z gromadzeniem odpadów.
Lecz zagrożenie samozapłonem na wysypiskach będzie rosło, jeżeli nie zostaną poczynione działania mające na celu odzysk gazu wysypiskowego oraz kontrolę jego emisji i migracji.
Przy ocenie możliwości zagospodarowania przestrzeni i zabudowy terenów wysypiska należy brać pod uwagę spełnienie następujących kryteriów:
- wysypisko powinno być zamknięte przynajmniej od 10 lat
- głębokość wysypiska nie powinna przekraczać 10 m
- wysypisko powinno być usytuowane na stabilnym, niskowodnym podłożu
- nie składowanie materiałów toksycznych lub niebezpiecznych, szczególnie odpadów ciekłych.

Zasady konstrukcji powinny uwzględniać możliwość pękania ścian i przerywania przewodów. Na wysypiskach, gdzie nie przestrzega się zasad właściwego składowania odpadów, można się spodziewać wystąpienia ich gęstości rzędu 0,4 t/m³. Wstępny zapłon i rozwój podpowierzchniowych pożarów na wysypiskach zależy od wielu czynników: składu odpadów, zawartości wilgoci, obecności tlenu, ciśnienia wywieranego przez otoczenie na przestrzeń zapłonu.
Samozapalenie produktów rozkładu, takich jak metan, zachodzi przy dostatecznym dostępie powietrza i powstaniu odpowiednio wysokiej temperatury. Podczas procesów egzotermicznego rozkładu biologicznego, lub chemicznego utleniania zapłon zachodzi wówczas, gdy dany produkt rozkładu osiągnie temperaturę samozapłonu. Dla metanu temperatura ta wynosi 235 °C.
Wzrost temperatury rozpoczyna się w momencie zapoczątkowania biologicznego rozkładu substancji organicznej.
W obecności tlenu oksydacja biologiczna powoduje podwyższenie temperatury do 60-70 °C. Zwiększenie temperatury powoduje wzrost szybkości chemicznego utleniania odpadów. Wzrost temperatury do punktu samozapłonu jest następstwem, trwających nieprzerwanie procesów chemicznego utleniania poprzedzonych wstępnym wytworzeniem ciepła w wyniku procesu degradacji biologicznej. Niezbędnym warunkiem osiągnięcia temperatury samozapłonu jest ciągły dopływ tlenu. Związki pyroforowe, jak np. metale ciężkie, siarka i żelazo w obecności tlenu mogą również spowodować taki wzrost temperatury, że nastąpi przekroczenie punktu samozapłonu metanu.
Na powierzchni wysypiska istnieje dużo potencjalnych wlotów powietrza, powstają one np. w wyniku instalowania urządzeń do pozyskiwania lub kontroli gazu wysypiskowego.
Dostęp powietrza ułatwiają również pęknięcia lub rysowania powierzchni powstałe w wyniku osiadania. Niemniej jednak dopływ powietrza do palącego się materiału jest zazwyczaj niewielki, tak, że pożary podpowierzchniowe przybierają formę tlenia lub żarzenia.
Główne zagrożenie środowiska powodowane gazem wysypiskowym związane jest z jego zdolnościami do tworzenia mieszanin wybuchowych z powietrzem i łatwości migracji ze składowiska do obszarów przyległych, właściwości wybuchowe gazu wysypiskowego są wynikiem obecności etanu, wodoru, tlenku węgla i siarkowodoru.
Wodór, powstający w początkowych fazach rozkładu materii organicznej jest gazem łatwopalnym. Z powietrzem tworzy mieszaniny wybuchowe przy wartości 4,1-75%. Na szczęście będąc gazem bardzo lekkim, rozchodzi pionowo i bardzo szybko. Zostało opisane wiele wypadków będących następstwem eksplozji metanu wskutek powstania krytycznego stężenia (5-15% obj.) w zamkniętej przestrzeni.
Gaz wysypiskowy jest mieszaniną metanu i innych gazów o różnych ladach i jego dokładne granice wybuchowości są specyficzne dla danego przypadku i zazwyczaj nieznane. Rozpatruje się na ogół jedynie zawartość metanu, którego granice wybuchowości tylko nieznacznie zależą od stężenia obojętnych składników takich jak dwutlenek węgla lub azot.
W normalnych warunkach stężenie metanu wewnątrz budynków nie przekracza 1,25% i nie osiąga 5% w granicach wysypiska. W masie odpadów metan wytwarza się zwykle w stężeniach znacznie wyżej granicy wybuchowości, lecz rozcieńczenie powietrzem powoduje powstanie stężeń wybuchowych.
Na szczęście, w większości przypadków do wybuchu nie dochodzi, wskutek braku aktywatora np. otwartego ognia. Problem zagrożenia metanem staje się poważny, gdy gaz nie może przedostać się w sposób naturalny do atmosfery, lub nie jest odzyskiwany. Gdy warstwa, na której usytuowane jest wysypisko, jest przepuszczalna lub gdy posiada pasma przepuszczalne, następuje pozioma migracja gazu.
Każda zamknięta przestrzeń, budowla lub pojazd, może działać jako pojemnik zbiorczy gazu. Wszędzie tam, gdzie budynek znajduje się na drodze migracji gazu metanowego, gaz przedostaje się do powietrza, zbiera w zamkniętej przestrzeni i jeżeli powstaną warunki do zapłonu (np. zaiskrzenie), wybucha lub zapala się. Podstawowymi drogami, którymi gaz może dostać się do budynku są pęknięcia i szczeliny w podłodze lub ścianach oraz rury i przewody. Najbardziej niebezpieczne są pomieszczenia małe o słabej wymianie powietrza.
Zabezpieczenie przed niebezpieczną wędrówką metanu poprzez grunty przyległe do wysypiska polega na budowie nieprzepuszczalnych zapór lub systemów wentylacyjnych. Stosowane są różne technologie, lecz w każdym przypadku warstwa podłogowa musi być wykonana starannie tak, aby uniknąć pękania lub skutków porowatości cementu. Mogą być stosowane nieprzepuszczalne membrany z tworzyw sztucznych (np. PFHD posiadające aprobatę techniczną upoważnionej jednostki badawczej) układane na lub pod podłogą. Podłogi mogą być instalowane na warstwie żwiru lub pokruszonych kamieni, tworzącej warstwę wentylacyjną. Wewnątrz pomieszczeń powinny być zainstalowane czujniki metanu.

## Zagrożenia dla ludzi
Wydzielanie się gazu wysypiskowego powoduje powstawanie narastającego zagrożenia dla ludzi:
- uciążliwy zapach,
- działanie toksyczne,
- działanie duszące,
- wybuchy i pożary.

### Uciążliwy zapach
Najczęściej występujące skargi ludności na uciążliwość wysypiska dotyczą wydzielania się nieprzyjemnych zapachów, powodujących powstawanie u ludzi stresów psychicznych i fizjologicznych. Główne składniki gazu, metan i dwutlenek węgla są bezwonne.
Za występowanie odoru wysypiskowego odpowiedzialne są składniki śladowe, których łączna zawartość w gazie wysypiskowym nie przekracza 1%. Substancje te są najczęściej toksyczne. W praktyce, okazuje się jednak, że zapachy wysypiskowe powodują raczej pogorszenie jakości środowiska niż zagrożenie toksykologiczne, które występuje rzadko.
Na rozprzestrzenianie się zapachów z wysypiska wpływ wywierają następujące czynniki:
- szybkość powstawania gazu
- sposób składowania odpadów
- warunki topograficzne wysypiska
- wiek odpadów
- rodzaj odpadów
- temperatura
- siła i kierunek wiatru.

Szybkość wydzielania się gazu, a tym samym i rozprzestrzeniania się zapachów, zależy od wielu czynników do których należą m.in.: zawartość wody, gęstość odpadów, głębokość wysypiska. Wpływ tych czynników należy od ich powiązania z warunkami meteorologicznymi: wilgotnością powietrza, temperaturą, występowaniem wiatrów roznoszących zapachy. Szybki spadek ciśnienia atmosferycznego powoduje wzmożony wypływ gazu, który wymaga większego rozcieńczenia niż w warunkach normalnych.
W niektórych przypadkach stwierdzono występowanie zapachów w odległości do 8 km od wysypiska. Stosowanie prawidłowego systemu eksploatacji wysypiska sprowadza ten problem do minimum.
Powstawanie i rozprzestrzenianie się zapachów jest najbardziej dokuczliwe we wcześniejszych etapach rozkładu odpadów i związane jest głównie z fazą kwasową. Odnotowuje się jednak wiele przypadków skarg mieszkańców okolic zamkniętych wysypisk.
Występowanie zapachów związane jest bardziej z fazą rozkładu odpadów niż z ich rodzajem. Odpady przemysłowe niekoniecznie muszą wpływać na pogorszenie się zapachów. Mimo że siarkowodór uważany jest często za przyczynę nieprzyjemnego zapachu płynącego z wysypiska, to w rzeczywistości rzadko ma w nim główny udział. Zapach ten powodowany jest przede wszystkim przez merkaptany i lotne związki organiczne. Analiza danych z różnych wysypisk świadczy o obecności ponad 100 związków posiadających nieprzyjemny zapach. Przy czym dopuszczalne są 4 ekspozycje dziennie, z przerwą godzinną pomiędzy każdą.
Stosowanie wartości progowych poszczególnych składników gazu dla oceny toksyczności mieszanin gazowych, do których należy gaz wysypiskowy, nie zawsze jest właściwe, gdyż nie uwzględnia pojawienia się efektów synergicznych. Jednak doniesienia o ich pojawieniu są rzadkie. Przyjmuje się więc, że wartości progowe stężenia mieszaniny gazów jest równa sumie ilorazów stężeń poszczególnych składników przez ich wartości progowe. Niebezpieczne substancje zagrażające zdrowiu ludzkiemu zostały wykryte podczas wielu badań próbek gazu wysypiskowego, a kilka spośród najbardziej szkodliwych (benzen, siarkowodór, chlorek winylu) w stężeniach znacznie przekraczających wartości progowe. W takich przypadkach ze względu na możliwość narażenia ludzi, wymagane jest podjęcie odpowiednich działań w celu zmniejszenia ilości tych substancji i ich kontroli.
Dwutlenek węgla jest zaliczany do związków pośrednich pomiędzy toksycznymi i nietoksycznymi. Trujące działanie dwutlenku węgla nie jest spowodowane jego toksycznością, lecz wypieraniem tlenu z układu oddechowego. Wykazuje tendencje do gromadzenia się w przestrzeniach nisko położonych, gdyż jest cięższy od powietrza. Wypadki zatruć miały miejsce up. podczas wchodzenia ludzi do piwnic. Naturalne stężenia tego gazu wynoszą około 250-350 ppm. Mimo nietoksyczności posiada niską wartość progową wynoszącą tylko 0,5% obj. (5000 ppm), a próg ekspozycji krótkotrwałej wynosi zaledwie 1,5%. Przebywanie w miejscu, gdzie stężenie CO2 wynosi ponad 5% obj. stanowi poważne zagrożenie dla życia.
Objawy zatrucia dwutlenkiem węgla to mdłości i osłabienie. Przy zawartości 3% pojawiają się trudności w oddychaniu i bóle głowy. Przy zawartości 5 – 6% obj. objawy nasilają się i przy 10% pojawiają się zakłócenia wzroku i dreszcze. Warunki te organizm może znieść jedynie przez kilka minut, po czym może nastąpić śmierć.
Tlenek węgla jest silnie trujący. Związek ten wiąże hemoglobinę wypierając tlen, co powoduje niewydolność układu oddechowego. W środowisku zawierającym 5000 ppm tlenku węgla powoduje śmierć po paru minutach. Wartość progowa stężenia CO wynosi 50 ppm.
Toksyczność siarkowodoru jest zbliżona do cyjanowodoru. Atakuje układ nerwowy. Ma działanie narkotyczne oddziaływając przez skórę i rozpuszczając się w tłuszczach.
Wartość progowa stężenia H2S wynosi 10 ppm, a próg ekspozycji krótkotrwałej – 15 ppm.
Powyżej 50 ppm następuje porażenie powonienia; w granicach 20-150 występuje podrażnienie oczu i zakłócenia oddychania. Stężenia powyżej 400 ppm są niebezpieczne, gdyż zostaje zaatakowany układ nerwowy. Powyżej 700 ppm zachodzi poważne zagrożenie życia wskutek niewydolności układu oddechowego. Śmierć następuje natychmiast, gdy stężenie H2S przekracza 5000 ppm.
Znaczna część lotnych związków organicznych obecnych w gazie wysypiskowym jest trująca i posiada działanie kancerogenne. Należą do nich benzen, chlorek winylu i chloroform. Toksyczność niektórych węglowodorów jest wiązana z ich działaniem i drażniącym i narkotycznym. Efekt ten występuje wyłącznie w przypadku toluenu, ksylenu i propylobenzenu. Mimo że już rozcieńczenie powietrzem atmosferycznym w stosunku 1000-10000 razy większości przypadków doprowadza do obniżenia stężenia składników toksycznych do wielkości poniżej granicy bezpieczeństwa dla człowieka, to wskazane jest ograniczenie dostępu do miejsc, gdzie złożono świeże odpady, ludziom o stwierdzonych zaburzeniach nerwowych lub oddechowych. Wskazane jest również monitorowanie zamkniętych przestrzeni, gdzie współczynnik rozcieńczenia może nie być wystarczająco duży. Jest bardzo prawdopodobne, że ludzie przebywający na wysypisku podczas przebudowy zamkniętych starych wysypisk, mogą być narażeni na zatrucie. W tych przypadkach zabezpieczenie stanowi rozcieńczenie rzędu 104-106.

## Zagrożenia dla wód
Jednym z głównych problemów związanych ze składowaniem odpadów na wysypiskach jest możliwość zanieczyszczenia wód gruntowych. Stopień zanieczyszczenia wód gruntowych zależy przede wszystkim od ich odległości od składowanych odpadów oraz od charakteru i ilości zanieczyszczeń powstających na wysypisku. Możliwość degradacji wód przez wysypisko jest bezpośrednio związana z geologiczną i hydrologiczną charakterystyką terenu. Do czynników geologicznych należą, rodzaj gleby i podłoża skalnego oraz ich zdolność do zatrzymywania przemieszczania się gazu i odcieków. Czynniki hydrologiczne to położenie wód gruntowych, ich przepływ, ilość i intensywność opadów atmosferycznych oraz możliwość kontroli wód powierzchniowych i ich odprowadzenia.
Gazy powstające na wysypisku w różnym stopniu wpływają na jakość wód gruntowych. Dwutlenek węgla, z uwagi na swoją dobrą rozpuszczalność w wodzie, może być głównym czynnikiem zanieczyszczającym. Inne gazy powstające w wyniku rozkładu materii organicznej są relatywnie nierozpuszczalne w wodzie.
Dwutlenek węgla, w kontakcie z wodą, dysocjuje aż do osiągnięcia stanu równowagi. Jeżeli nie zachodzą reakcje wtórne, to pH spada do 4,3. Powstający kwaśny i nasycony znaczną ilością CO, (ponad 20 ppm) roztwór jest wysoce agresywny, przyśpiesza korozję żelaza i stali oraz powoduje rozpuszczanie ołowiu.
W przypadku, gdy woda z dużą ilością rozpuszczonego dwutlenku węgla napotyka materię nieorganiczną zawierającą węglan wapnia, CaCO3 zachodzi reakcja przekształcająca nierozpuszczalny węglan w rozpuszczalny wodorowęglan wapnia Ca(HCO3)2, który powoduje wzrost twardości wody. Ponadto rozpuszczalne sole uwięzione w strukturze krystalicznej węglanu wapnia mogą wejść w kontakt z wodą i rozpuścić się, powodując wzrost ilości substancji rozpuszczonych zwiększając jej twardość. Obecność wodorowęglanu w wodzie jest główną przyczyną alkaliczności. Wody wysokoalkaliczne są niesmaczne i budzą sprzeciw konsumentów, a ponadto szkodliwe dla wielu procesów przemysłowych szczególnie nie nadają się do stosowania w produkcji żywności i napojów.
Twardość wody spowodowana jest obecnością jonów metali dwuwartościowych takich jak Ca2+, Mg2+, Fe2+, Fe3+. Stężenie wolnego CO2 powoduje rozpuszczenie odpowiednich węglanów z gleb i skał. Wpływ dwutlenku węgla na wzrost twardości wody jest najbardziej istotnym efektem oddziaływania gazów powstających podczas rozkładu materii organicznej na wody gruntowe.

## Zagrożenia dla atmosfery i zanieczyszczenia powietrza

### Wzmożenie efektu cieplarnianego
Oddziaływanie gazu wysypiskowego na środowisko nie ogranicza się do skali mikro, lecz występuje również w skali makro w postaci zanieczyszczenia powietrza oraz wpływu na wzrost efektu cieplarnianego w wyniku wnikania wydzielanego gazu do warstwy ozonowej. Efekt cieplarniany polega na globalnym podwyższeniu się temperatury atmosfery ziemskiej wskutek wzrostu stężenia gazów takich jak: dwutlenek węgla, metan, tlenek azotu i chlorofluorowęglowce.
Gazy powodujące powstawanie efektu cieplarnianego charakteryzują się absorpcją podczerwieni w paśmie 7–14 m. Energia wypromieniowana przez Ziemię w przestrzeń kosmiczną jest absorbowana przez te gazy właśnie w tym paśmie, co powoduje jej zatrzymanie w atmosferze. Absorpcja promieniowania podczerwonego wywołuje ruchy rotacyjne i wibracyjne cząsteczek, co z kolei wytwarza ciepło. Ta energia cieplna przekazywana jest sąsiednim cząsteczkom, które nagrzewają się i emitują swoją energię na Ziemię. Długoterminowe konsekwencje tego nagrzewania się powodują zmiany klimatyczne, które mogą wywierać wpływ m.in. na produkcję żywności oraz wzrost poziomu wód w morzach i oceanach.
Udział różnych gazów w powstawaniu efektu cieplarnianego zależy od ich stężenia w atmosferze oraz siły promieniowania charakterystycznej dla danego związku. Siła promieniowania metanu jest dużo większa od dwutlenku węgla i rzeczywiście oddziaływanie metanu na wzrost efektu cieplarnianego jest aż 20-25 razy silniejsze niż dwutlenku węgla. Jest to spowodowane faktem, że cząsteczka metanu adsorbuje promienie podczerwone w paśmie, w którym występuje maksymalna emisja z Ziemi. Metan posiada 20% udziału w przyczynach globalnego wzrostu temperatury na Ziemi w ciągu ostatniej dekady, mimo że jego udział w emisji gazów był trzykrotnie mniejszy niż dwutlenku węgla. Ocenia się, że 5-10% emisji metanu pochodzi z wysypisk.
Z innych związków wchodzących w skład gazu wysypiskowego, azot posiada 6%, a chlorofluorowęglowce 14% udziału w powstawaniu efektu cieplarnianego. Emisja metanu spowodowała przyrost średniej temperatury atmosfery w ciągu ostatnich lat o 0,23 °C. W ostatniej dekadzie następował wzrost stężenia metanu o ok. 1% obj. rocznie, tj. o 0.15 ppm, wywołując wzrost temperatury o 0,032-0,034"C
Przyczyną wzrostu stężenia dwutlenku węgla w atmosferze jest wyłącznie spalanie paliw kopalnianych i wycinanie lasów. Dwutlenek węgla emitowany z wysypisk nie powoduje przyrostu ilości tego gazu w atmosferze, gdyż po prostu wraca do atmosfery, z której był uprzednio pobierany przez żyjące jeszcze rośliny.
Metan wydziela się do atmosfery w wyniku procesów rozkładu lub spalania materii organicznej. Ocenia się, że w skali globu roczna emisja metanu ze wszystkich źródeł powstawania wynosi ok. 1210 mln ton, przy czym rozkład stałych odpadów organicznych wytwarzanych przez człowieka powoduje wydzielanie się do atmosfery 50 min ton, czyli ok. 4,1% całej emisji. Inne źródła emisji metanu to:
- naturalne ekosystemy i tereny upraw – 910 mln ton – 75,2%
- fermentacja trawienna ludzi i zwierząt – 90 mln ton – 7,4%
- spalanie biomasy – 60 mln ton – 5%
- spalanie paliw – 100 mln ton – 8,3%

Szybko rosnąca liczba mieszkańców Ziemi i wzrost konsumpcji powodują stałe zwiększanie się udziału odpadów wśród źródeł emisji metanu. Wzrost zagospodarowania metanu z wysypisk staje się działaniem niezbędnym dla znaczącego ograniczenia efektu cieplarnianego. Spalanie metanu powoduje powstanie dwutlenku węgla, który wywołuje znacznie mniejszy efekt cieplarniany.

## Metody przeciwdziałania niekontrolowanej migracji, wydobywania, oczyszczania i wykorzystania gazu wysypiskowego

### Kontrola
Odpady powinny być składowane na wysypiskach w taki sposób, aby nie stwarzały ryzyka migracji gazu i zanieczyszczenia wód gruntowych odciekami. Oznacza to, że zarówno urządzanie jak i eksploatacja każdego wysypiska musi obejmować system przeciwdziałania niekontrolowanej migracji gazu i odcieków.
Niezbędne jest zbadanie warstwy gruntu pod wysypiskiem i wokół niego oraz potencjalnych możliwości emisji gazu przez powierzchnię wysypiska. System powinien obejmować również wysypiska zamknięte.
Do ochrony przed skutkami niekontrolowanej migracji gazu stosować można:
- bariery nieprzepuszczalne
- odgazowanie bierne
- odgazowanie aktywne (zasysanie)
- systemy mieszane.

Jako bariery nieprzepuszczalne do zabezpieczania obrzeży wysypiska stosowane są omurowania cementowe, przekopy, które mogą być wypełnione gliną wysyconą wodą, lub z dodatkiem wypełniaczy (sole wapnia lub popioły lotne), wykładane materiałami nieprzepuszczalnymi takimi jak tworzywa sztuczne (np. polietylen wysokiej gęstości PEHD posiadający aprobatę techniczną). Stosuje się również stalowe grodzie.
Bariery instalowane są na granicach wysypiska lub w najbliższych warstwach gruntu i mogą być zakładane przed rozpoczęciem eksploatacji.
Techniki biernego odgazowania polegają na budowie bruzd wypełnionych materiałami gruboziarnistymi w celu wytworzenia strefo relatywnie większej przepuszczalności gazu tak, aby były wybierane przez gaz jako najbardziej dogodne drogi migracji. Stosowanymi wypełnieniami są najczęściej żwir, kawałki rur lub opon. Bruzdy instaluje się zazwyczaj tuż przed granicami wysypiska. Stosowanie ich jest ograniczone do wysypisk płytkich.
Systemy mieszane są kombinacją wentylacji bruzdowej i tworzenia barier nieprzepuszczalnych. Umożliwiają najbardziej efektywną kontrolę gazu, lecz ich wadę stanowią wysokie koszty.
Bruzdy są zazwyczaj łączone w rzędy, a gaz jest zbierany w systemie kominów wentylacyjnych. W wersji udoskonalonej w bruzdach umieszcza się rury perforowane, które doprowadzają gaz do kominów wentylacyjnych lub pochodni.
Bardziej skomplikowanym, ale efektywniejszym jest system odgazowania aktywnego. Metoda polega na usuwaniu gazu z masy odpadów pod wpływem niewielkiej próżni wytwarzanej przez układ pomp. Każdy system odgazowania hieniego, w którym umieszczono rury w bruzdach, można łatwo przekształcić w system aktywny. Podstawowym problemem jest w tym przypadku możliwość stosowania jedynie niewielkich podciśnień tak, aby uniknąć wnikania powietrza do układu.
System aktywnego odgazowania stosuje się zazwyczaj na wysypiskach, gdzie gaz wydobywany jest ze znacznych głębokości i łatwo można uniknąć zapowietrzenia. W alternatywnej technice na obwodzie wysypiska umieszcza się pionowe 11117. W zależności od warunków i potrzeb rury mogą być wwiercane w granicach wysypiska lub terenie sąsiadującym. Umieszczenie systemu studni w granicach wysypiska pozwala na maksymalne usunięcie gazu i zabezpieczenie przed migracją. Studnie są zazwyczaj od dołu zamykane przez skały podłoża, lub lustro wody oddziaływające jako bariera migracyjna. Gaz może być wypuszczany bezpośrednio do atmosfery, lub zbierany i wykorzystywany energetycznie. Istnieją dwa systemy zasysania gazu:
- wysokoprzepływowy
- niskoprzepływowy.

W systemie wysokoprzepływowym wytwarzany jest duży strumień gazu zawierający znaczną ilość powietrza wciągniętego poprzez powierzchnie wysypiska. W efekcie, oprócz wytworzenia efektywnej bariery migracyjnej, system ten powoduje rozcieńczenie i oksydację palnych gazów z wysypiska.
System niskoprzepływowy wytwarza barierę ujemnych ciśnień między studniami w celu odcięcia dróg gazu. Szeregi wierconych studni gazowych stosuje się najczęściej na wysypiskach zamkniętych. Odległość pomiędzy studniami nie powinna przekraczać 50 m, a odległość od granicy wysypiska – 25 m.
Pewną poprawę efektywności systemu przynosi zastosowanie układu studni podwójnych, które są bardziej wydajne, ale i droższe. W praktyce jednak nie jest możliwe zapewnienie całkowitej kontroli.
Dalszą poprawę efektywności zabezpieczeń przynosi system wielozaporowy obejmujący zastosowanie barier geologicznych i hydrogeologicznych na terenie wysypiska, uszczelnienie dna, wieloelementowy system uszczelnienia powierzchni również przez same odpady, monitorowanie w trakcie działania i kontrolę wysypiska po jego zamknięciu. System obejmuje fazę projektowania, budowy, eksploatację i zamknięcie wysypiska.
Do nowoczesnych metod zabezpieczania przed niekontrolowaną migracją gazu należy wytwarzanie zapory powietrznej poprzez wstrzykiwanie powietrza pod ciśnieniem w układ perforowanych rur. Powietrze przesuwa się w kierunku poziomym i pionowym poprzez szczeliny w glebie i zaprawie wypłukuje gaz, który znalazł się w niej wskutek migracji. Typowy system wstrzykiwania powietrza składa się ze studni umieszczonych na obwodzie wysypiska. Studnie te mają głębokość 8–46 m i oddalone są od siebie o ok. 30 m. W środku odwiertu o średnicy 15–60 cm umieszczone są rury PCW o średnicy 5–8 cm. Rury te są perforowane w 1/2 lub 1/3 dolnej części i otoczone żwirem. Część gonią odwiertu jest wypełniona materiałem nieprzepuszczalnym. W zależności od struktury gleby, głębokości studni i stopnia wysycenia gazem, stosowane nadciśnienia wynoszą od 0,075 do 2 atm.
Inną metodą kontroli powstawania metanu i stabilizacji wysypiska poprzez zatrzymanie powstawania metanu jest wstrzykiwanie pod ciśnieniem zawiesiny wapiennej i popiołów lotnych.

### Metody poprawy jakości gazu wysypiskowego
Gaz wysypiskowy można uważać za gaz naturalny, gdy stężenie dwutlenku węgla zostanie zmniejszone do poniżej l-3% objętościowo. Zawartość siarkowodoru powinna wynosić mniej niż 5 mg/m³.

#### Usuwanie kondensatów
Gaz wysypiskowy jest prawie w 100% nasycony parą wodną. W procesach pozyskiwania i obróbki gazu wskutek zmiany temperatury para wodna skrapla się i rozpuszcza śladowe składniki organiczne i nieorganiczne. Ta skondensowana masa ma właściwości korozyjne, toksyczne i wybuchowe. Dlatego tak ważne jest jej usuwanie. Ponadto nagromadzenie kondensatów może spowodować całkowitą blokadę gazociągów i pomp. Po usunięciu kondensatów z gazu, należy masę tę składować w bezpieczny sposób, albo najlepiej, przetworzyć, aby zminimalizować jej potencjalne zagrożenie. Czasami na wysypisku praktykuje się rozdzielanie masy kondensatu na fazy. Faza wodna przesyłana jest do oczyszczalni ścieków, a wydzielona faza węglowodorowa przekazywana do recyklingu w zakładach naftowych lub spalana w pochodniach lub piecach.

#### Wykorzystanie
Z punktu widzenia ochrony środowiska najistotniejszym zagadnieniem jest zapewnienie bezpiecznej eksploatacji i usunięcie zagrożeń stwarzanych przez gaz wysypiskowy w trakcie działania wysypiska oraz po jego zamknięciu. Nie można pominąć jednak potencjalnych ekonomicznych i energetycznych aspektów odzysku gazu. Metr sześcienny gazu wysypiskowego o składzie 60% metanu i 40% dwutlenku węgla może zastąpić ok. 0,5 l oleju napędowego.
Możliwe są następujące kierunki ostatecznego unieszkodliwiania lub wykorzystania gazu:
- Wentylacja (odprowadzanie do atmosfery – bez odzysku, zagrożenie wybuchem, zapachem, wzrost efektu cieplarnianego).
- Spalanie w pochodniach (bez odzysku, mniejsze zagrożenie wybuchem i zapachem)
- Bezpośrednie spalanie (produkcja ciepła)
- Paliwo silnikowe (energia mechaniczna z lub bez odzysku ciepła)
- Paliwo do turbin (energia elektryczna z lub bez odzysku ciepła)
- Paliwo do pojazdów (odzysk energii mechanicznej)
- Dostarczanie gazu do sieci
- Produkcja chemikaliów.

Jak wynika z powyższego zestawienia potencjalne kierunki zastosowania gazu wysypiskowego są w zasadzie takie same jak biogazu pochodzącego z innych źródeł. Jednak możliwości zastosowania poszczególnych opcji są różne w obu przypadkach. Odmienność gazu wysypiskowego przejawia się w dużych ilościach powstających w danym miejscu oraz w obecności znaczących ilości zanieczyszczeń, a szczególnie związków organicznych zawierających chlorowce. Ilości biogazu, które mogą być uzyskane z wysypiska są znacznie większe niż powstające na fermach czy w procesach przemysłowych, których jednym z efektów jest powstawanie metanu. W największych oczyszczalniach ścieków ilość powstającego metanu nie przekracza kilkuset metrów sześciennych na godzinę, gdy na niektórych wysypiskach w RFN powstaje w ciągu godziny kilka tysięcy, a nawet do 30 tysięcy metrów sześciennych gazu.
W konsekwencji nowoczesne technologie, takie jak uszlachetnianie gazu wysypiskowego do gazu ziemnego, wykorzystywanie w turbinach, czy produkcja chemikaliów są opracowywane lub wdrażane zarówno w Europie Zachodniej jak i w USA. Jednak oprócz możliwości technologicznych również powinny być brane pod uwagę różne aspekty ekonomiczne. Korzyści płynące z technologicznego wykorzystania gazu mogą być Bacznie obciążone kosztem jego uszlachetnienia.
Własności fizyczne, chemiczne i cieplne gazu wysypiskowego wymagają odpowiedniego przystosowania sprzętu stosowanego w jego przetwórstwie. Najważniejszym parametrem, którego znajomość jest konieczna, jest wartość opałowa gazu będąca funkcją zawartości metanu i innych substancji palnych, zależy również od ilości związków niepalnych, takich jak dwutlenek węgla i para wodna, obniżających jej wielkość. Gaz wysypiskowy wymaga czasami obróbki wstępnej dla zredukowania ilości substancji niepalnych, lub zastosowania paliw pomocniczych.
Optymalny stosunek stężeń powietrza i gazu, rozumiemy jako stosunek przy którym następuje całkowite spalenie paliwa wynosi 9,4% metanu w powietrzu. Dla gazu wysypiskowego ten stosunek zmienia się wraz z zawartością niepalnych składników. Na przebieg spalania gazu wpływają również takie parametry jak szybkość postępu płomienia oraz jego temperatura. Oba te czynniki również zależą od składu gazu.
Przy projektowaniu instalacji do spalania należy wziąć pod uwagę zawartość związków chloroorganicznych lub aromatycznych, czasami zawartość związków chlorowcowych jest tak niska, że nie powoduje korozji – poniżej 10 mg/m³ lecz znane są przypadki stężeń bardzo wysokich rzędu kilkuset mg/m³. Wysokie stężenie występuje wówczas, gdy a wysypisku składowane są również odpady przemysłowe, silne działanie korodujące wywierają również związki siarki.
Wiele problemów może stwarzać obecność w gazach odlotowych po paleniu gazu wysypiskowego, związków takich jak: dioksyny, furany, tlenki azotu, tlenek węgla oraz niespalone węglowodory. Szczególnie niebezpieczne są dioksyny i furany. Mogą powstawać w czasie wstępnego ogrzewania gazu. Stwierdzono, że w komorach grzewczych pojawia się biało-szara substancja, będąca mieszaniną pierwiastków takich, jak miedź, żelazo, antymon i cyna, powstająca z organicznych związków tych metali obecnych w spalanym gazie. Efektywne spalanie metanu, stanowiącego główny składnik gazu prowadzi do rozkładu wszystkich innych związków chemicznych Produktami spalania są: dwutlenek węgla, woda, śladowe ilości tlenków siarki, azotu i chlorowodór. Dla całkowitego spalenia składników śladowych wymagane są temperatury znacznie przekraczające 1000 °C.
Przykrywanie warstwy śmieci materiałem obojętnym na koniec każdego dnia pracy jest operacją powszechnie stosowaną na nowoczesnych wysypiskach. W miejscach, gdzie występuje duża częstotliwość dostaw odpadów, praktykuje się nakładanie warstwy obojętnej jeszcze częściej. Metoda ta pozwala na ograniczenie do minimum problemów związanych z robactwem i roznoszeniem odpadów przez wiatr oraz przyczynia się do zmniejszenia emisji zapachów. Mechanizm tego zjawiska został zbadany. Stwierdzono, że zachodzi adsorpcja substancji zapachowych przez cząstki materiału nakrywającego, który w związku z tym powinien być drobnoziarnisty dla zwiększenia powierzchni adsorpcyjnej.
Pomyślne rezultaty osiągnięto stosując tanie surowce takie jak trociny lub popioły lotne. Jednak ta metoda postępowania jest często sprzeczna z innym wymogami jak np. zmniejszeniem infiltracji wód opadowych w celu ograniczenia ilości odcieków wydzielanych z wysypiska.
Nadkład gliny zabezpiecza przed dostawaniem się wody, lecz jeżeli warstwa ta pęknie w wyniku wysuszenia lub osiadania, to gaz prawdopodobnie wydostanie się na zewnątrz przy nie zmniejszonej zawartości substancji śladowych. Ekstrakcja gazu wysypiskowego połączona ze spalaniem, lub lepiej wykorzystywaniem jako źródło energii, rozwiązuje problemy zapachowe.
Alternatywą tej metody jest zastosowanie zwartego pokrycia zainstalowanymi rurami wentylacyjnymi zaopatrzonymi w skrubery wypełnione węglem aktywnym. Niezbędna jest wówczas częsta wymiana adsorbentu, co powoduje, ze ekonomiczność tej metody jest w chwili obecnej wątpliwa. Zainstalowanie rur poziomych umożliwia odgazowanie większych obszarów i dla tej metody nie stanowi przeszkody wysoki poziom wód. Należy jednak zachować ostrożność, aby uniknąć znaczącego wnikania powietrza powodującego obniżenie stężenia metanu i gaśniecie pochodni. Należy również uwzględnić wpływ osiadania i przemieszczeń rur.
Do maskowania nieprzyjemnych zapachów stosowano również różne związki chemiczne, którymi spryskiwano odpady, lecz zdarzały się przypadki skarg, że zastosowane środki są bardziej uciążliwe niż pierwotne zapachy. Na niektórych wysypiskach odcieki są niezwłocznie oczyszczane, w celu zapobiegania wydzielaniu zapachów związanych z gromadzeniem się tych cieczy. Woń odcieków pochodzi od substancji innych niż obecne w gazie wysypiskowym. Przeważają tutaj kwasy karboksylowe np. masłowy, lecz w wielu przypadkach znaczącą rolę odgrywa siarkowodór. Jako wstępny etap oczyszczania stosowane jest często napowietrzanie dodatkiem fosforanów dla wzmocnienia aktywności biologicznej.
Stosując kombinacje utleniania mikrobiologicznego i chemicznego można osiągnąć znaczne zmniejszenie stężenia kwasów organicznych. Podczas oczyszczania przez napowietrzanie może jednak wystąpić pewna intensyfikacja zapachów wskutek odpędzania kwasów karboksylowych do atmosfery. Z tego powodu zaleca się stosowanie napowietrzania podpowierzchniowego. W przypadku, gdy występują znaczne ilości siarkowodoru, dobre efekty przynosi stosowanie dodatkowego oczyszczania przy zastosowaniu nadtlenku wodoru lub utlenianie tlenem zamiast powietrzem.

## Działanie toksyczne
Jakkolwiek zapachy wydzielające się z wysypiska powodują raczej pogorszenie się jakości środowiska niż zagrożenie toksykologiczne, to jednak należy zwrócić uwagę na kontrolę emisji gazu wysypiskowego, zwłaszcza wówczas, gdy może się przedostać do przestrzeni zamkniętych, o ograniczonych możliwościach wymiany powietrza.
Rodzaj składników śladowych w gazie wysypiskowym zależy od charakteru składowanych odpadów. Potencjalna toksyczność gazu spowodowana obecnością trujących związków jest wobec tego cechą związaną z danym miejscem. Szkodliwymi substancjami są najczęściej lotne związki organiczne, lecz należy pamiętać, ze dwutlenek węgla, tlenek węgla i siarkowodór mają również właściwości toksyczne.
Istnieją dwa sposoby oceny toksyczności gazów. Można posługiwać się tzw. wartością progową. Jest to stężenie, które bez wystąpienia szkodliwych skutków mogą wytrzymać prawie wszyscy ludzie pracujący w danych warunkach, codziennie przez 8 godzin.
Drugim współczynnikiem określającym działanie toksyczne danego związku jest próg ekspozycji krótkotrwałej określany jako maksymalne stężenie, na które pracownicy mogą być narażeni w sposób ciągły, przez okres do 15 minut, bez wystąpienia skutków szkodliwych dla zdrowia.
Dla zapewnienia całkowitego spalania gazu wysypiskowego temperatura powinna być o 150-250 °C wyższa od temperatury samozapłonu. Za minimalną uważa się zazwyczaj temperaturę 800 °C. Podwyższenie temperatury do 1000 – 1100 °C podnosi efektywność rozkładu węglowodorów śladowych. Czas przebywania w komorze spalania dla lotnych substancji organicznych niezbędny dla ich całkowitego rozkładu wynosi 0,25-2 s.

## Spalanie w pochodniach
Spalanie w pochodniach jest najbardziej popularnym sposobem zużywania gazu na wysypiskach. Umożliwia sterowanie jego wydobywaniem oraz zabezpiecza przed skutkami niekontrolowanego rozprzestrzeniania się i odprowadzania do atmosfery. Nawet jeżeli gaz jest wykorzystywany w urządzeniach produkujących energię, pochodnia jest wymagana dla zapewnienia bezpieczeństwa w przypadku wystąpienia usterek w głównym systemie wydobywczym gazu, lub jego nadmiaru.
Najczęściej stosowane są pochodnie piedestałowe z automatycznym zapłonem iskrowym. Pochodnie te można podzielić na dwie kategorie: z zamkniętym i otwartym płomieniem. Pochodnie z płomieniem otwartym od lat są powszechnie stosowane na wysypiskach. Spalanie gazu zachodzi na szczycie pochodni. W tym typie pochodni należy utrzymywać niezmienne warunki spalania bez względu na występujące nieraz ekstremalne warunki klimatyczne. Główną ich wadą są trudności z monitorowaniem emisji spalin.
W pochodniach o płomieniu zamkniętym spalanie zachodzi w komorze wyłożonej materiałem ogniotrwałym. Płomień nie jest widoczny na zewnątrz. Przepływ gazu i powietrza są regulowane.
Ważnym parametrem charakteryzującym pochodnie pod kątem ochrony środowiska jest efektywność rozkładu związków węglowodorowych oraz brak emisji pozostałości ze spalania oraz dioksyn.
Pochodnie mają najczęściej efektywność rozkładu ok. 98-99,5%. Efektywność rozkładu jest bezpośrednio związana ze stabilnością płomienia, która jest uzależniona od: składu gazu, warunków atmosferycznych, konstrukcji palnika, źródła zapłonu i in. Pochodnie łatwo utrzymują stałe spalanie jeżeli gaz zawiera 30-60% metanu. W pochodniach o płomieniu zamkniętym łatwiej jest zredukować emisję szkodliwych produktów spalania.

## Bezpośrednie spalanie dla produkcji ciepła
Bezpośrednie spalanie gazu jest najprostszą i najtańszą metodą jego wykorzystania. Gdy do spalania wykorzystywana jest mieszanina gazu wysypiskowego i ziemnego, to wystarcza niewielka modyfikacja palnika i jednocześnie znacznie zmniejszą się problemy z korozją. Gaz wysypiskowy najczęściej spalany jest w wielkich kotłach przemysłowych, w piecach do wypalania cegły lub wapna albo w piecach cementowych. Stosowany jest również do ogrzewania mieszkań lub szklarni, do osuszania szlamu ściekowego w oczyszczalniach ścieków, jako paliwo w zakładach metalurgicznych i in.
Podstawową przeszkodą w wykorzystaniu gazu wysypiskowego poprzez bezpośrednie spalanie jest to, że odbiorca musi znajdować się w pobliżu wysypiska, gdyż transport gazu wysypiskowego na duże odległości jest nieopłacalny.
Przystosowanie systemu do spalania gazu wysypiskowego polega głównie na zmianach w palniku. Modyfikacje muszą wyrównać niższą zawartość energii w gazie wysypiskowym i polegają najczęściej na zmianie dysz w palnikach i ograniczeniu poboru powietrza.

## Gaz wysypiskowy jako paliwo do silników
Gdy bezpośrednie spalanie gazu nie jest opłacalne, najlepszym pod względem ekonomicznym rozwiązaniem jest produkcja energii z lub bez odzysku ciepła.
Wytwarzanie energii elektrycznej odbywa się poprzez użycie gazu wysypiskowego jako paliwa do silników stacjonarnych. Najbardziej interesującym rozwiązaniem jest elektrociepłownia, gdzie następuje równoczesne wytwarzanie energii elektrycznej i ciepła. W Europie działa ponad 50 takich zakładów.
Silniki są dużymi urządzeniami o mocy od 400 kW do 2 MW, lub małymi jednostkami, które mogą być przewożone z jednego wysypiska na drugie. Najczęściej gaz wysypiskowy stosowany jest w silnikach spalinowych. Silniki te można podzielić na dwie grupy w zależności od systemu zapłonu: silniki o zapłonie iskrowym, jak np. silnik Otto oraz silniki o zapłonie samoczynnym (Diesla). Najczęściej stosuje się zmodyfikowane silniki o zapłonie iskrowym. Silniki Diesla wymagają modyfikacji w celu przystosowania do napędzania gazem wysypiskowym. Czasem stosuje się dodatkowo turbourządzenia do poprawy pracy silnika.
Konieczność dokonania modyfikacji silników wynika z własności gazu. Ze względu na swoją suchość gaz wysypiskowy nie ma właściwości smarnych, co wymusza wykonanie zaworów z materiałów bardziej odpornych na ścieranie. Obecność siarkowodoru wymusza częstsze wymiany elementów miedzianych. Zarówno w silnikach o zapłonie iskrowym jak i samoczynnym, należy zastosować mieszalnik umożliwiający odpowiednie wymieszanie powietrza z gazem i przekazanie mieszaniny do komory spalania. Ze względu na niską wartość energetyczną tej mieszanki, utrudniony jest bezpośredni zapłon iskrowy. Dlatego stosuje się wstępną komorę spalania, w której mieszanina zostaje wzbogacona. Z powodu zmieniającej się zawartości metanu wymagane jest stała samoczynna regulacja zapłonu. Zmiany w zawartości metanu można zminimalizować przez stały nadzór nad jakością gazu. Minimalny wymagany poziom metanu jest zwykle określany przez producenta silnika. Przykładowo w zmodyfikowanym silniku OTTO poziom ten wynosi 35%.
Konieczność ograniczania emisji tlenku azotu, wynikająca z wymogów ochrony środowiska powoduje, że mieszanka paliwowo-powietrzna jest nieraz zubożona, co podnosi zużycie paliwa. Pomocnym może okazać się katalizator. W niektórych krajach skład gazu wysypiskowego stosowanego jako paliwo określany jest normami prawnymi. Przykładowo w Niemczech maksymalna zawartość chloru nie może przekroczyć 50 mg/m³, a fluoru 10 mg/m³. Niestety, w większości krajów producent energii elektrycznej z gazu wysypiskowego musi ją sam zużytkować, ponieważ nie może jej sprzedać, a jeśli, to po zbyt niskich cenach. Innym ograniczeniem stosowania gazu wysypiskowego jest wrażliwość niektórych części silnika na działanie organicznych związków halogenowych.
Związki halogenowe obecne w gazie wysypiskowym rozkładają się na:
- kwas chlorowodorowy
- dwutlenek węgla.

Rozkład ten powodowany jest wysoką temperaturą silnika. Większa część chlorowodoru uchodzi wraz z gazami spalinowymi. W-międzyczasie reszta MCI dostaje się do obudowy silnika, gdyż uszczelnienia pomiędzy tłokiem a cylindrem nie są wystarczająco dokładne. Chlorowodór atakuje części silnika bezpośrednio, lub poprzez zakwaszenie oleju smarującego Szczególnie narażone są części wykonane z miedzi. Przeciwdziałanie korozji może polegać na: dodawaniu do oleju środków zobojętniających chlorowodór, wykonaniu odpowiednich elementów z materiałów nierdzewnych lub obróbce wstępnej gazu eliminującej z niego organiczne związki chlorowe.

## Gaz wysypiskowy jako paliwo do turbin
Turbina gazowa pobiera duże ilości powietrza z atmosfery spręża je, spala paliwo po podgrzaniu powietrza, następnie rozpręża w celu uzyskania energii mechanicznej samej lub wraz z elektryczną. Dopóki zawartość metanu w gazie pozwala na utrzymanie wartości energetycznej w granicach 13000-18000 kJ/m³, można go stosować jako samodzielne paliwo do turbin. Jeżeli wartość cieplna jest mniejsza, to trzeba stosować paliwo uzupełniające. Proces zostaje zapoczątkowany przez gaz ziemny, lub paliwo ciekłe.
Zaletą turbiny gazowej jest to, że zajmuje ona mniej miejsca niż silnik Diesla, czy turbina parowa. Turbina gazowa może produkować 70-90 kW energii elektrycznej na 1 t masy urządzenia podczas gdy Diesle – 27 W/t, a turbina parowa – 10 kW/t. Dokładna filtracja oraz wydzielanie wody i oleju z gazu po każdym sprężeniu wystarcza dla oczyszczenia gazu zapewniającego działanie turbiny.

## Gaz wysypiskowy jako paliwo dla pojazdów
Gaz wysypiskowy można stosować jako paliwo pędne przy spełnieniu trzech warunków:
- gaz jest uszlachetniony do jakości gazu ziemnego
- pojazd jest przystosowany do napędu gazowego
- istnieje sieć stacji zaopatrzeniowych.

Najistotniejszym ograniczeniem jest spełnienie ostatniego warunku, gdyż w większości krajów pojazdy na gaz ziemny lub biogaz są rzadkością. Gaz wysypiskowy jest praktycznie stosowany tylko w pojazdach i maszynach pracujących na wysypisku lub w jego pobliżu. Nie rozwiązuje to problemu, gdyż produkcja gazu na wysypisku jest na ogół znacznie wyższa niż zapotrzebowanie pojazdów na to paliwo.

## Dostarczanie gazu wysypiskowego do sieci gazowej
Kiedy niemożliwe jest wykorzystanie uszlachetnionego gazu wysypiskowego na miejscu, można go dostarczyć do gazociągu. Wymagany jest jednak wysoki stopień oczyszczenia – niemal do czystego metanu. Dodawane są, dla zwiększenia bezpieczeństwa, substancje zapachowe, czasami wymagane jest dodanie propanu. Główną barierą dla tej metody wykorzystania gazu są odległość od gazociągu do wysypiska i znaczne koszty, nawet jeżeli sprzedaje się odzyskany dwutlenek węgla.
W USA i Europie Zachodniej instalacje takie ograniczone są do największych wysypisk.

## Gaz wysypiskowy jako surowiec do produkcji chemikaliów
Technicznie jest możliwe stosowanie gazu wysypiskowego jako substytut w procesach petrochemicznych. Metan może służyć do otrzymania całe gamy różnych związków organicznych. Opłacalność tych działań nie została jeszcze potwierdzona. Najbardziej realna wydaje się być produkcja metanolu.
Oszacowanie potencjalnych zasobów gazu wysypiskowego wymaga znajomości:
- ilości powstających odpadów i udziału w nich substancji organicznej zdolnej do fermentacji,
- udziału składowania na wysypisku w aktualnie stosowanych metodach utylizacji śmieci,
- ilości gazu, jaką można otrzymać z jednostki ilości suchej materii organicznej.

Ilość odpadów powstających w danym miejscu można wyliczyć mnożąc liczbę mieszkańców przez masę odpadów wytwarzanych przez jednego mieszkańca. W ten sposób, otrzymuje się ilość odpadów domowych przyjmowaną do dalszych obliczeń w przypadku, gdy ilość odpadów handlowych i przemysłowych jest nieznaczna. Gdy wielkości te są znane, to w obliczeniach uwzględnia się sumę odpadów domowych, handlowych przemysłowych, czyli masę stałych odpadów miejskich. Następnie należy uwzględnić zawartość wilgoci w odpadach. Gdy jest nieznana, to przyjmuje się przybliżoną wielkość 35%. Kolejnym krokiem jest określenie zawartości składników obojętnych i nie fermentujących.
Papier, tektury i odpady włókiennicze zalicza się do surowców do biodegradacji, tworzywa sztuczne – nie. W przypadku, gdy skład odpadów me jest znany, przyjmuje się 75% zawartości materii biodegradującej w suchej masie.
Wydajność biogazu jest cechą indywidualną danego wysypiska, gdyż mikrosystem bakterii metanogennych zależny jest od wielu różnorodnych czynników środowiskowych. Teoretycznie efektem rozkładu biologicznego 1 tony odpadów jest powstanie ok. 400 m³ biogazu zawierającego 55% metanu o wartości opałowej 19 750 kJ/m³. W praktyce warunki panujące na wysypisku odbiegają znacznie od stanu idealnego, co powoduje, że jedynie 25 – 50% materii organicznej znajdującej się w odpadach ulega rozkładowi biologicznemu. Maksymalne możliwości eksploatacyjne gazu wysypiskowego wynoszą ok. 70% wytworzonej ilości, a w przypadku mniej sprawnych instalacji do odzysku jedynie 25%. Przyjmuje się więc do wyliczeń możliwość odzysku gazu z wysypiska wielkości 100m², biogazu zawierającego 55% metanu z 1 tony odpadów.
Na poszczególnych wysypiskach ilości odzyskiwanego gazu wahają się od 50 do 200 m³ z 1 tony odpadów. Szybkość tworzenia się biogazu zależy głównie od upływu czasu oraz od warunków geologicznych. Warunki atmosferyczne wywierają mniejszy wpływ, gdyż zamknięte wysypiska zachowują się jak bioreaktory z termoregulacją. Rozkład materii organicznej na wysypisku zachodzi przez okres 20 lat. Można więc przyjąć średnią roczną wydajność biogazu 5 m³ z 1 tony odpadów. W praktyce odnotowano wartości pomiędzy 2 a 20 m³.
Oszacowanie potencjalnych ilości biogazu na danym wysypisku wymaga uwzględnienia masy składowanych odpadów, ich wieku oraz przewidywań na przyszłość. Dla wysypiska pracującego w stałych warunkach potencjał odzysku gazu można prosto wyszacować na podstawie masy odpadów składowanych w ciągu roku.
Światowy potencjał energetyczny biogazu z wysypisk można obliczyć przyjmując, że każdy z 5 mld ludzi wytwarza dziennie l kg odpadów domowych o wilgotności 35% i zawartości składników organicznych 75% w stosunku do suchej masy. Z kilograma odpadów może powstać teoretycznie 0,4 m³ biogazu zawierającego 55% metanu. Z założeń tych wynika, że globalny potencjał energetyczny biogazu z odpadów domowych wynosi 730 mld m³ rocznie, co stanowi równoważność 345 min ton paliwa umownego, lub 14,4 TJ energii. Podobne wyliczenia dla państw UE dają roczny potencjał 47 mld m³ biogazu z odpadów domowych – ilość równoważną 22 min ton paliwa umownego. Uwzględniając fakt, że odpady domowe stanową ok. 50% śmieci miejskich, łączny potencjał energetyczny gazu wysypiskowego z odpadów municypalnych jest dwa razy wyższy, czyli wynosi ok. 94 mld m³.
Stosując tę metodę dla Polski otrzymujemy teoretyczny potencjał energetyczny biogazu ze śmieci miejskich w wysokości 11 mld m³ co stanowi równoważność ok. 5,2 min ton paliwa umownego w skali roku.